# Exechiopsis ingrica
Exechiopsis ingrica är en tvåvingeart som först beskrevs av Stackelberg 1948.  Exechiopsis ingrica ingår i släktet Exechiopsis och familjen svampmyggor. Arten är reproducerande i Sverige. Inga underarter finns listade i Catalogue of Life.